# تكذية (كتب)
كذا كلمة يشير بها كاتب النسخة إلى ما يبدو خطأ في الخط أو التعبير في الأصل الذي نسخ على ما هو عليه، وعلى أنه «كذا في الأصل» وكما في الأصل. رمزها [ك‍] والتكذية مصدرها.[بحاجة لمصدر] تستعمل كذلك كلمات أخرى لذات الغاية، منها هكذا بهاء التنبيه، وصح بتشديد الحاء ورمزها [ص‍] والمصدر التصحيح، وضب بتشديد الباء ورمزها [ض‍] والتضبيب المصدر.
والتصحيح عند المحدّثين هو كتابة صح على كلام يحتمل الشك بأن كرر لفظ مثلا لا يخلّ تركه، كذا في خلاصة الخلاصة والإرشاد الساري شرح صحيح البخاري.
قال النووي في شرح صحيح مسلم قال العلماء وينبغي للراوي وقارئ الحديث إذا اشتبه عليه لفظة فقرأها على الشك أن يقول عقيبه أو كما قال والله أعلم، وقد قدمنا في الفصول السابقة الخلاف في جواز الرواية بالمعنى لمن هو كامل المعرفة، قال العلماء ويستحب لمن روى بالمعنى أن يقول بعده أو كما قال أو نحو هذا كما فعلته الصحابة فمن بعدهم. والله أعلم. اهـ

## في اللغات
تستعمَل كلمة sic اللاتينية بعد العِبارات المُقتبَسة التي تكون صِحَّتُها موضوعَ شكٍّ وريبة، أو التي تتضمّن خطأً ظاهراً أو عَيباً يتنافى مع أبسط أُصول المَنطِق.

## وصلات خارجية
- جلال الدين السيوطي. تدريب الراوي. مسألة التصحيح والتضبيب والتمريض - المكتبة الإسلامية
- قراءة نقدية في كتاب مواقع وحضارات ما قبل التاريخ في المغرب القديم، مثال على هذا الأسلوب